# بروبک ۵۰۷۹
سیارک ۵۰۷۹ (به انگلیسی: 5079 Brubeck، نامگذاری:1975DB) پنج هزار و هفتاد و نهمین سیارک کشف شده‌است که در ۱۶ فوریه ۱۹۷۵ کشف شد.